# 久保菜穂子
久保 菜穂子（くぼ なおこ、本名：久保 忠子（くぼ なおこ）、1932年9月24日 - ）は、日本の女優。東京府豊多摩郡代々幡町上原（現東京都渋谷区上原）出身。身長163cm、体重56kg。

## 来歴
柳生神影流十世であり大日本忠孝館道場館長である久保義八郎の六女として育つ。
山脇学園高等学校卒業。
1951年、新東宝に一期スターレットとして入社。同期には左幸子、天知茂、高島忠夫、三原葉子、松本朝夫、小笠原弘らがいた。
若手スターの相手役として清純な色気で人気が出て、池内淳子・三ツ矢歌子と並んで「三羽烏」と呼ばれて人気を得る。スタイルの良さは日本映画界随一とされ、洋装姿が抜群であったという。
1958年、田口哲監督のもと、女賭博師・お竜に扮した『女王蜂』に主演。
続いて女組長・ゆりに扮した石井輝男監督の「女王蜂の怒り」に主演。長身で日本人離れしたスタイル、きりっとした姿勢と演技は後の女性スターや女性任侠映画に大きな影響を与えた。
主演スターの地位を築こうとしていたが、新東宝の経営が苦しくなり、1959年に新東宝を退社。「殺されたスチュワーデス 白か黒か」（大映配給）に主演後、東映に入社。脇に回り年10本以上の映画に出演。1963年にはフリーとなり大映、松竹等で時代劇、現代劇問わず多数の映画に出演。1970年に引退。1977年にTVドラマでカムバック。カムバック後は舞台にも出演した。
2013年4月27日、都内のシネマヴェーラ渋谷で開催された特集「復活！！久保菜穂子」のトークショーに出演。
自身が育った大日本忠孝館道場は、当時東京在住で門下生として通っていた元朝日放送アナウンサーである上田博章の話では、当時は戦時中で大勢の弟子を抱える有名道場だったと振り返っている。

## 出演

### 映画
- 歌の山脈（1952年）
- 恋の応援団長（1952年）

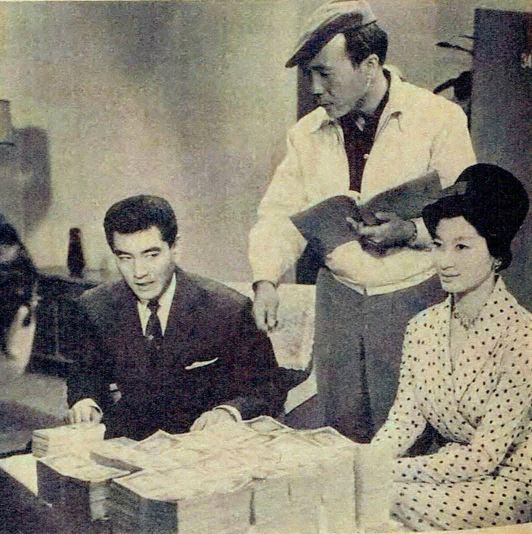
『空港の魔女』（1959年）ロケシーン。画面右から久保、佐伯清（監督）、高倉健。

- 続 チャッカリ夫人とうっかり夫人 底抜けアベック夫人 アベック三段跳び（1952年）
- 浅草4人姉妹（1952年）
- アチャコ青春手帖 東京編（1952年）
- 芸者ワルツ（1952年）[1]
- アチャコ青春手帖 大阪編（1952年）
- 女という城 マリの巻（1953年）
- 晴れ姿 伊豆の佐太郎（1953年）
- 恋文（1953年） - 予告編ナレーション[1]
- 娘十六ジャズ祭り（1954年）
- 鯉名の銀平（1954年）
- 春色のお伝の方 江戸城炎上（1954年）
- 若き日の啄木 雲は天才である（1954年）
- 乾杯!女学生（1954年）
- 娘ごころは恥ずかしうれし 今村プロ（1954年）
- ハワイ珍道中（1954年）
- 葱悲心島（1954年）
- 若旦那のご縁談（1954年）
- 俺も男さ（1955年）
- のんき裁判（1955年）
- 森繁のやりくり社員（1955年）
- アツカマ氏とオヤカマ氏（1955年）
- 我が名はペテン師（1955年）
- 女王蜂（1958年）
- 女王蜂の怒り（1958年）
- 殺人犯・七つの顔（1959年）
- 殺されたスチュワーデス 白か黒か（1959年）- 主演：被害者・若月綾子
- 空港の魔女 東映東京（1959年）- 甲田利恵[2]　（共演：高倉健）
- 高度7000米 恐怖の四時間（1959年）- （共演：高倉健）
- 天下の快男児 万年太郎（1960年）- （共演：高倉健）
- 天下の快男児 突進太郎（1960年）- （共演：高倉健）
- 殴り込み艦隊（1960年）- （共演：高倉健）
- 大いなる驀進（1960年）
- アマゾン無宿 世紀の大魔王（1961年）
- 湖畔の人（1961年）- 共演：鶴田浩二、佐久間良子
- 松本清張のスリラー 考える葉（1962年）
- 暗黒街最後の日 東映東京（1962年）
- 暗黒街最大の決斗（1963年）- 共演：高倉健
- 眠狂四郎勝負 大映京都（1964年）- 高姫
- 座頭市あばれ凧 大映京都（1964年）- お国
- 眠狂四郎女妖剣 大映京都（1964年）- びるぜん志摩
- 牝（1964年）東映 - 半沢絹
- 花と怒涛（1964年）日活 - 万竜[3]
- 涙をありがとう 日活（1965年）- （共演：高橋英樹、西郷輝彦）
- 日本一のゴマすり男 東宝（1965年）
- 六人の女を殺した男（1965年）
- ザ・ガードマン 東京用心棒（1965年）
- 悪の階段（1965年）
- 眠狂四郎無頼控 魔性の肌（1967年）- おえん
- 落語野郎 大泥棒（1967年）- お花
- 落語野郎 大爆笑（1967年）- おしか
- 暗黒街シリーズ 荒っぽいのは御免だぜ（1967年）- 三沢秋子
- 大奥(秘)物語（1967年）- おすめの方
- 若親分千両肌（1967年）- 葉子
- 夜の縄張り（1967年）- 綾子
- てなもんや幽霊道中（1967年）- 博多小蝶
- 兄弟仁義 関東命知らず（1967年）- おみの
- 爆笑野郎 大事件（1967年）- 鹿児島の若い女
- やくざ坊主（1967年）- おえん
- 喜劇 競馬必勝法 大穴勝負（1968年）- 圭子
- 眠狂四郎 悪女狩り（1969年）- 錦小路
- 女賭博師 さいころ化粧（1969年）- 緋桜のお秋
- 女賭博師 丁半旅（1969年）- 安川志乃
- 刑務所破り（1969年）- 京子
- 夕陽の恋人（1969年）- 佐竹三千代
- バツグン女子高校生 16才は感じちゃう（1970年）- 堤良江
- 魔界転生（1981年）- 矢島局
- 桜の樹の下で（1989年）- 藍子

### テレビドラマ
- お気に召すまま（1962年、NETテレビ）第6話「新婚旅行」
- 青年弁護士（NTV / 東映）
  - 第2話「愛情の賭け」（1963年）
  - 第13話「絶叫」（1963年）
- ブラザー劇場「水戸黄門」（1964年 - 1965年、TBS）
- 青春とはなんだ（1965年 - 1966年、NTV）
- マイティジャック（1968年、CX / 円谷プロ） - 桂めぐみ隊員
- 大奥（1968年、KTV）－浦路
- 三匹の侍 第6シリーズ 第10話「花かげろう」（1968年、CX） - 脇坂美紗
- 女殺し屋 花笠お竜（1969年、東京12ch） - 主演：お竜
- 影の顔（1970年、NHK）
- 青春ド真中!（1978年、NTV）
- 気まぐれ本格派 第36話「兄貴風が吹き荒れる」（1978年、NTV / ユニオン映画）
- 平岩弓枝ドラマシリーズ「午後の恋人」（1979年、CX）
- ライオン奥様劇場「徳川の女たち」第一部・華麗春日局（1980年、CX / 東映） - お江の方
- 大捜査線シリーズ・追跡（1980年、CX）　34話　・この子はだァれ?」（1980年）-　里村京子
- ポーラテレビ小説「発車オーライ」（1981年、TBS）
- プロハンター 第11話（1981年、NTV・セントラル・アーツ）
- 新五捕物帳 第134話「あしたの詩」（1981年、NTV / ユニオン映画） - お品
- Gメン'75　第313話「聖女たちの殺人トリック」（1981年、TBS / 東映） − 村田由紀（青葉ホーム園長）
- 土曜ワイド劇場（ANB）
  - 息子殺し（1981年）
  - 三毛猫ホームズの狂死曲（1982年、東映） - 桜井克子
  - 江戸川乱歩の美女シリーズ「炎の中の美女」（1984年、松竹） - 鳥井和子
- 水戸黄門 第13部 第18話「網にかかった悪い雑魚 -石州浜田-」（1983年2月14日、TBS / C.A.L） - お時
- ザ・サスペンス「金田一耕助シリーズ(3)獄門岩の首」（1984年、TBS）
- 夏・体験物語（1985年、TBS）
- 花王 愛の劇場「お鏡」（1985年、TBS）
- 金曜女のドラマスペシャル・女が階段を上る時（1985年、CX）
- 火曜サスペンス劇場・弁護士・高林鮎子(2)「L特急あずさ19号」（1987年、NTV）
- ベイシティ刑事 第22話「時効 それぞれの10年」（1988年、ANB / 東映）
- 日本ジャン・バルジャン物語 愛無情（1988年、東海テレビ）
- 風雲!江戸の夜明け（1989年、TX）

### 舞台
- 「罠」（PARCO劇場）
- 「お市と三姉妹」
- 小林幸子特別公演
  - 女ねずみ小僧 子ノ刻参上
  - 女ねずみ小僧異聞 天命（いのち）燃ゆ
  - 御存知幸子七変化 お役者小僧・佐渡に現わる
  - 御存知幸子七変化 お役者小僧・日光街道を往く（1995年）
- 川中美幸特別公演「江戸版 滝の白糸」

### ラジオドラマ
- 君ひとすじに（1955年、文化放送）[1]
- 誰よりも君を愛す（ニッポン放送）[1]

### CM
- 大和運輸　クール宅急便「会社の名前篇」、「課長になんか篇」(1990年)[4]

## 音楽

### シングル
- 東京ヤッチャバ娘（作詞：川内康範 / 作曲：利根一郎。1955年1月発売）
- 君ひとすじに（作詞：山口素一 / 作曲：利根一郎。1955年8月発売）
- 港に独り泣く女（作詞：吉川静夫 / 作曲：吉田正。1956年1月発売）
- 白百合の歌（作詞：井田誠一 / 作曲：利根一郎。1956年3月発売）
- ひとり静かに（作詞：山口素一 / 作曲：利根一郎。1956年6月発売）
- 嘆きの女王蜂（作詞：松井由利夫 / 作曲：近江俊郎。1959年1月発売）
- 風は知っている（作詞：松井由利夫 / 作曲：原六朗。1959年3月発売）
- 黒猫マンボ（作詞：松井由利夫 / 作曲：原六朗。1959年5月発売）
- こころの日記帳（作詞：松井由利夫 / 作曲：近江俊郎。1959年5月発売）
- 横顔（作詞：石坂まさを / 作曲：藤原重信。発売日不明）

## 関連書籍等
- 池谷朗 『「20世紀を輝いた美女たち」スター青春グラフィティ 池谷朗[昔]写真館』 ケイエスエス、1999年8月。ISBN 4-87709-374-5。
- 「美人女優×２」上田博章（絵・文）Tokushima Economy Journal 30〜33ページ
- 令和元年11月28日放送　JRT四国放送ﾌｫｰｶｽ徳島【剣術｢柳生神影流｣を受け継ぐ】
- 令和２年1月30日徳島新聞夕刊トップ　令和の世に古武道あり　徳島の剣術「柳生神影流」道場　〜安土桃山以来の伝統継承〜
- 令和２年2月14日発行　月刊秘伝３月号　特集第１章コラム　和道流へ影響を与えた剣の「体捌き」
- 令和２年2月17日発行　徳島新聞朝刊　人(ピープル)　NPO法人 徳島県古武道協会 理事長 戸村博史
- 令和２年3月14日発行　月刊秘伝４月号　徳島武術史跡紀行(123ページ)　剣術「柳生神影流」